# تظاهر به مردگی (ترانه)
«تظاهر به مردگی» (به انگلیسی: Play Dead) ترانه‌ای از خواننده-ترانه‌پرداز ایسلندی بیورک می‌باشد که از سوی آیلند و مادر به‌عنوان تنها تک‌آهنگ از فیلم جنایی درام محصول سال ۱۹۹۳ جوان آمریکایی با بازی هاروی کایتل منتشر شده‌است. این ترانه در نسخهٔ اولیهٔ نخستین آلبوم بیورک تحت عنوان دبیو (۱۹۹۳) گنجانده نشده بود، اما بعدها به‌عنوان قطعهٔ جایزه به آن افزوده شد و آلبوم در نوامبر همان سال مجدداً منتشر گردید. این اثر توسط جا وابل، بیورک و دیوید آرنولد نوشته شده؛ تهیه‌کنندگی آن را نیز کنن و آرنولد بر عهده داشتند و تیم سیمنون نیز تهیه و میکس نهایی آن را انجام داد.